# Dualchi
Dualchi är en ort och kommun i provinsen Nuoro i regionen Sardinien i sydvästra Italien. Kommunen hade 613 invånare (2017).